# Verband lesbischer und schwuler Polizeibediensteter
Der Verband lesbischer und schwuler Polizeibediensteter (VelsPol) in Deutschland e.V. setzt sich als überregionaler Dachverband für Lesben, Schwule, Bisexuelle und Transgender in der Polizei ein. Außerdem unterstützt er Opfer von Gewalt gegen vorgenannte Personengruppen. Ferner versuchen die Mitglieder des Verbandes, Vorurteile innerhalb der Polizei und in der Gesellschaft abzubauen. Die mitgliederstärksten Landesverbände sind Velspol Bayern, Baden-Württemberg, Berlin und Nordrhein-Westfalen.

## Geschichte
Am 17. Juli 1994 trafen sich erstmals rund 30 lesbische Polizistinnen und schwule Polizisten aus Deutschland in der Akademie Waldschlösschen in Reinhausen im Landkreis Göttingen, um Erfahrungen mit ihrem Coming-out und den unterschiedlichen Reaktionen auf ihren Dienststellen auszutauschen. Die Initiatoren trafen sich auf Anregung des Historikers und Journalisten Jens Dobler aus Berlin und der offen schwul lebenden Polizisten Jürgen Bugla aus Castrop-Rauxel und Lutz Wohlan aus Düsseldorf und mit finanzieller Unterstützung des Schwulenverband Deutschland sowie der Bundesarbeitsgemeinschaft kritischer Polizistinnen und Polizisten. Sie gehörten den unterschiedlichsten Bereichen der Polizei an (-S-, -K-, Verwaltung, Bundesgrenzschutz). Der Vorstand der Gewerkschaft der Polizei hatte ausdrücklich abgesagt.
Viele der Erschienenen fürchteten sich damals noch vor Diskriminierung und um ihre Karriere, wenn sie sich offen zu ihrer sexuellen Orientierung bekennen. Die aus Berlin angereisten Teilnehmer berichteten jedoch bereits von ihrem offiziell bestellten Schwulenbeauftragten in der Polizei, der sowohl als Kontaktstelle für Schwule und Lesben außerhalb der Polizei fungiert als auch als Selbsthilfeeinrichtung für Polizeibedienstete.
Aus dem ersten Treffen im Waldschlösschen gingen Arbeitskreise lesbischer und schwuler Polizeibediensteter in mehreren Bundesländern (Nordrhein-Westfalen, Hessen, Niedersachsen und Berlin) hervor. Über die Jahre entwickelten sich in anderen Bundesländern ähnliche Gruppierungen wie HaPol, AHPol usw. Heute gibt es in den meisten Bundesländern eigenständige Organisationen mit unterschiedlicher Rechtsform: (Verband, [eingetragener] Verein, Interessengemeinschaft und ähnliches). Aus Gründen eines einheitlichen Auftretens und des verbesserten Wiedererkennungswertes wurden die Gruppen nach einigen Jahren bundeseinheitlich in VelsPol zusammengeführt und umbenannt.

## Ziele
VelsPol Deutschland will innerhalb und außerhalb der Polizei einen unverkrampften, vorurteilsfreien Umgang der Mehrheitsgesellschaft gegenüber Lesben, Schwulen und Trans*-personen erreichen.

## Vereinsarbeit
Zur Vereinsarbeit gehören:
- Fortbildungsveranstaltungen an Ausbildungs- und Fortbildungsstellen in der Polizei oder durch eigene Seminare, z. B. in Kooperation mit der International Police Association (IPA)
- Teilnahme an öffentlichen Veranstaltungen mit Infoständen
- Beratung von Behörden (Innenministerien, Polizeibehörden etc.)
- Mitwirkung bei Untersuchungen und wissenschaftlichen Erhebungen
- Unterstützung lesbischer und schwuler Polizeibedienstete u. a. durch Zuhören, Gespräche und Erfahrungsaustausch
- Intervention bei Behörden und Kollegen, die nicht korrekt mit Lesben und Schwulen umgehen
- Interne Öffentlichkeitsarbeit
- Information über Diskriminierung/Mobbing
- Förderung das Ansehens der Polizei in der Öffentlichkeit durch öffentliches Auftreten und Einstehen für die eigene Lebensweise
- Teilnahme an den großen Christopher-Street-Day-Paraden in Berlin, Frankfurt, Köln, München oder Stuttgart
- Organisation und Durchführung des jährlichen Bundestreffens der Lesben und Schwulen in der deutschen Polizei.

## Mitglieder und Vorstand
Der Vorstand des Bundesverbandes wird durch Vertreter aus den Ländervereinen gestellt.

## Vereinserfolge
Zu den Erfolgen gehören unter anderem:
- Erlassgemäße Mitarbeit bei der Anti-Gewalt-Kampagne „Liebe verdient Respekt“ des Landeskriminalamts Nordrhein-Westfalen
- Änderung der Passage der Gewahrsamsordnung der Polizei NRW. Dort war bis 1999 bestimmt, dass „Gewalttätige, Geisteskranke, Homosexuelle und Menschen mit ansteckenden Krankheiten in Einzelzellen zu verwahren sind.“ Dieser Passus wurde aufgrund der Intervention des VelsPol NRW gestrichen.
- Gewinnung von „Ansprechpartnern für gleichgeschlechtliche Lebensweisen“ in den Polizeibehörden
- Standardisierung der Anforderungen für die „Ansprechpartner für gleichgeschlechtliche Lebensweisen“
- Aufdeckung der Möglichkeit, in Polizeicomputern die Homosexualität von Zeugen, Opfern und Tätern straftatenunabhängig suchfähig zu speichern. Diese so genannten Rosa Listen[2] wurden danach abgeschafft.[3]
- Infolge der durch den Verband veranstalteten Seminare kam es ab 2004 zum Aufbau einer Gruppe lesbisch/schwuler Polizistinnen und Polizisten in Österreich, die sich letztlich am 27. Oktober 2007, in Anwesenheit eines Vertreters des österreichischen Innenministeriums, in Wien zum Verein „Gaycops Austria“ zusammenschlossen.

## Bundestreffen
Seit 1995 findet jährlich ein Bundestreffen statt. Zielgruppe dieser Seminare sind überwiegend Polizeibedienstete, d. h. Arbeiter, Angestellte und Beamte nebst Partnern. Die Treffen fanden bisher im Waldschlösschen in Göttingen, im IBZ Schloss Gimborn (Marienheide bei Köln), im Haus der Gewerkschaftsjugend in Oberursel bei Frankfurt/Main, in Berlin, Hamburg, München, Leipzig, Stuttgart und Frankfurt am Main statt.
Die Bundestreffen sind gleichzeitig von der Bundeszentrale für politische Bildung anerkannte Seminare, bei denen zum einen externe Referenten Vorträge halten, zum anderen aber auch verschiedene Themen vom VelsPol als Eingabe für das jeweilige Innenministerium erarbeitet werden. Neben dem Seminar- und Kongreßcharacter wird den Bedürfnissen nach Erfahrungsaustausch und ungezwungenen Gesprächen Rechnung getragen. Für Neueinsteiger wird meistens auch ein Coming-out-Seminar angeboten und für die Kolleginnen ein Frauenseminar, wo die jeweiligen Erfahrungen untereinander ausgetauscht werden können.

## Vergleichbare Vereine
Es gibt weltweit Vorbilder und Nachahmer solcher Zusammenschlüsse. Im Jahre 2004 wurde bei einem europaweiten Symposium in den Niederlanden das European Gay Cop Network gegründet, aus dem heraus im April 2005 die Eurogay Police Association entstand. Diese ist ein eingetragener Verein mit Sitz in Apeldoorn, in dem VelsPol Deutschland Mitglied ist.
In Europa gibt es weiterhin Flag Asso (Frankreich), Gay Police Association (Vereinigtes Königreich), Gay Polisen (Schweden), Pink in Blue (Niederlande), GaylesPol (Spanien), Gay Cops Austria (2005 Webseite, Verein 2007), Polis Aperta (Italien, 2008), PinkCop (Schweiz, 2008). Weltweit existieren noch Organisationen in Australien (GALPEN) und Südafrika und in den USA Golden State Peace Officers Association (Kalifornien, 1985; davor seit 1979 Pigs in Paradise), Gay Officers Action League (GOAL NY, New York, 1982), Gay Officers Action League of New England (GOAL NE, Neuengland, 1991), Florida L.E.G.A.L. (Law Enforcement Gays And Lesbians, 1999), und Metropolitan Police Department's Gay and Lesbian Liaison Unit (GLLU, Washington, D.C., 2000).